# 柯特蘭 (新墨西哥州)
柯特蘭（英語：Kirtland）是一個位於美國新墨西哥州聖胡安縣的城鎮。

## 人口
根據2020年美國人口普查的數據，柯特蘭的面積為4.57平方千米，當中陸地面積為4.46平方千米，而水域面積為0.11平方千米。當地共有人口7421人，而人口密度為每平方千米1,624人。